# North American SM-64 Navaho
Il North American SM-64 Navajo è un progetto mai completato, abbandonato nel 1957, di missile da crociera statunitense, pensato per lo stesso profilo di missione che poi sarebbe stato ideato per l'XB-70.
Concepito per volare a 22000 m di quota e oltre 3 mach di velocità per 10000 km e poi sganciare una testata nucleare, l'ordigno si rivelò eccessivamente sofisticato, pesante, costoso, e troppo evoluto per i suoi tempi: dopo 11 anni di sviluppo il progetto venne abbandonato in favore dei missili balistici intercontinentali, ancora più veloci e meno intercettabili.

## Sviluppo
Dopo la fine della Seconda guerra mondiale, l'allora USAAF iniziò uno studio di ampio respiro per una serie di nuovi missili superficie-superficie, che comprendevano tutti i concetti allora conosciuti, come i razzi balistici, i turboreattori, i motori a reazione di tipo differente, dai pulsogetti agli statoreattori.
Uno dei programmi più ambiziosi era il North America MX-770, che fin dall'inizio verteva su un missile da attacco con gittata di 800 km e, particolare notevole per l'epoca, velocità supersonica.
Già nell'aprile 1947 le specifiche di progetto raddoppiarono il raggio d'azione a ben 1600 km, nonostante la velocità del suono fosse stata appena superata con un aerorazzo sperimentale, il Bell X-1.
Il modello fu ridenominato SSM-A-2 Navaho e nello stesso anno fu siglato il contratto di sviluppo. Questo contratto era di 691 milioni di dollari dell'epoca, cifra già elevata, ma appena 5 anni prima un bombardiere B-17 quadrimotore costava 220.000 dollari, e un caccia P-40 un decimo di tale valore. Questo contratto fu in effetti di gran lunga il più rilevante che sia mai stato siglato, come attività di sviluppo, fino al 1957.

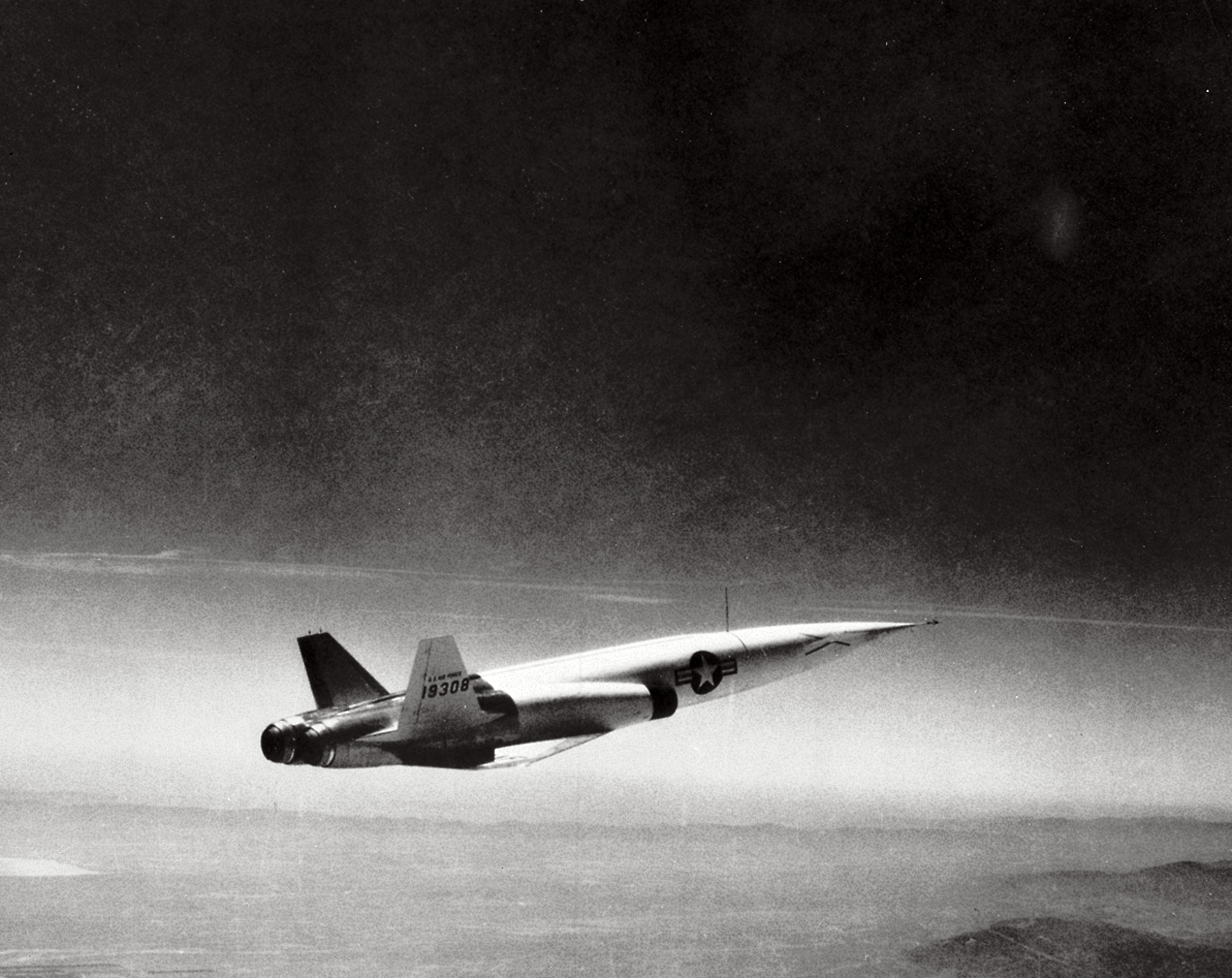
L'X-10, ex RTV-5, era la versione sperimentale del Navaho, e l'unica che funzionò bene

Per sviluppare al meglio il Navaho, venne deciso nel settembre 1950 che esso sarebbe stato un programma "a tre fasi". La prima consisteva nel realizzare un drone, l'X-10, con un carrello retrattile e un turbogetto RTV-A-5, di scala ridotta, che sarebbe servito per provare la configurazione generale. Dopo di questo mezzo sarebbe stato utilizzato un missile di prova, il SSN-A-4 Navaho II (G-26 per la ditta), che eventualmente era utilizzabile anche come arma operativa se vi fossero stati ritardi con il modello definitivo, designato SSN-A-6 Navaho III (G-38).
Nel 1951 la neonata USAF cambiò le designazioni dei suoi missili e i Navaho divennero: RTV-A-5 = X-10, XSSM-A-4 = XB-64, XSSM-A-6 = XB-64A. Notare che il Navaho era denominato come bombardiere e non come missile. E tale era, essendo a tutti gli effetti un velivolo da bombardamento senza equipaggio.

## X-10
Questo velivolo teleguidato ha avuto una storia a sé stante, con una caratteristica particolare: esso era simile al corpo base del Navaho ma aveva un carrello per l'atterraggio ed era quindi recuperabile appieno.
Il primo volo avvenne nel 1953 e la macchina fu per un certo tempo il più veloce aeroplano costruito, ancorché senza equipaggio, essendo bisonico. Esso aveva un sistema di guida inerziale (solo in un secondo tempo) combinato con un apparato di comando da terra. per il quale erano presenti a bordo ricevitori e trasponder AR-ARW-55 e AR-ARW-56. I test terminarono nel 1956 con successo. In seguito alla fine del programma 3 X-10 vennero usati come drone, ma fallirono tutti gli esperimenti andando persi.

## Tecnica del Navaho
IL nuovo missile aveva anche una designazione industriale, il Model NA-704, e verteva su un missile di grandi dimensioni, per alloggiare tutto il carburante necessario per il dispendioso volo a velocità oltre mach 1. Esso era munito di un complesso combinato di due motori a statoreattore, e un grande propulsore a propellente liquido per il lancio. Vi erano 2 ali triangolari per il volo sostentato, 2 timoni di coda "a farfalla" e 2 superfici anteriori per il controllo del volo, configurazione canard.
La struttura era di tipo "a sandwich" in acciaio e titanio, il sistema di guida inerziale.
Al momento del lancio, il missile definitivo sarebbe stato portato in volo da un propulsore a propellente liquido dotato di 3 singoli motori a razzo RP-1, con ossigeno e cherosene, che sviluppava una spinta di 188.000 kg a livello del mare, elevatissima ma necessaria data la massa di circa 131 tonnellate al lancio.
L'arma si sarebbe poi inarcata dolcemente, i giroscopi si sarebbero attivati e il missile avrebbe proceduto, a partire da 12000 m, con gli statoreattori, le cui prese d'aria erano sistemate sopra le ali, muniti di coni interni mobili (come sull'F-104), per adattarsi alla variazione di velocità che a regime sarebbe arrivata a mach 3+ a 22860 m. In questo modo, la testata nucleare sarebbe stata recapitata a circa 10.000 km di distanza in un tempo di 3 ore circa. La guida era inerziale, con un sistema N-6A. Venne però installato, nella versione XB-64, anche un apparato di radioguida, mentre in questa prima versione la testata era nucleare a fissione, se mai il missile avesse dovuto portarne una.
La differenza tra le versioni era, essenzialmente, che il missile definitivo B-64a era una versione ingrandita e potenziata del precedente modello XB-64, con motori più potenti dell'80% (booster) e 19% (statoreattori), con testata più pesante e sistema di guida migliorato, per recapitare, come detto, la carica da 4 MT al doppio della distanza del tipo "intermedio" di Navaho. Anche la velocità era maggiore, oltrepassando mach 3 fino a 24.000 metri.

## Fallimento
I test di volo dell'X-10 iniziarono nel 1953 e terminarono 3 anni dopo, poi fu la volta dell'XB-64, a partire dal tardo 1956. Esso aveva una gittata di 5000 km per cui non era ancora un missile intercontinentale, e comunque era privo di testata.
Il primo test del novembre di quell'anno lo vide esplodere dopo appena 26 secondi dal lancio. Occorse aspettare l'agosto successivo, in cui finalmente il missile riuscì a raggiungere l'accensione, a velocità supersonica, degli statoreattori. I problemi di vibrazioni e di oscillazioni rendevano facilmente stress tali da disintegrare il missile in fase di partenza. 

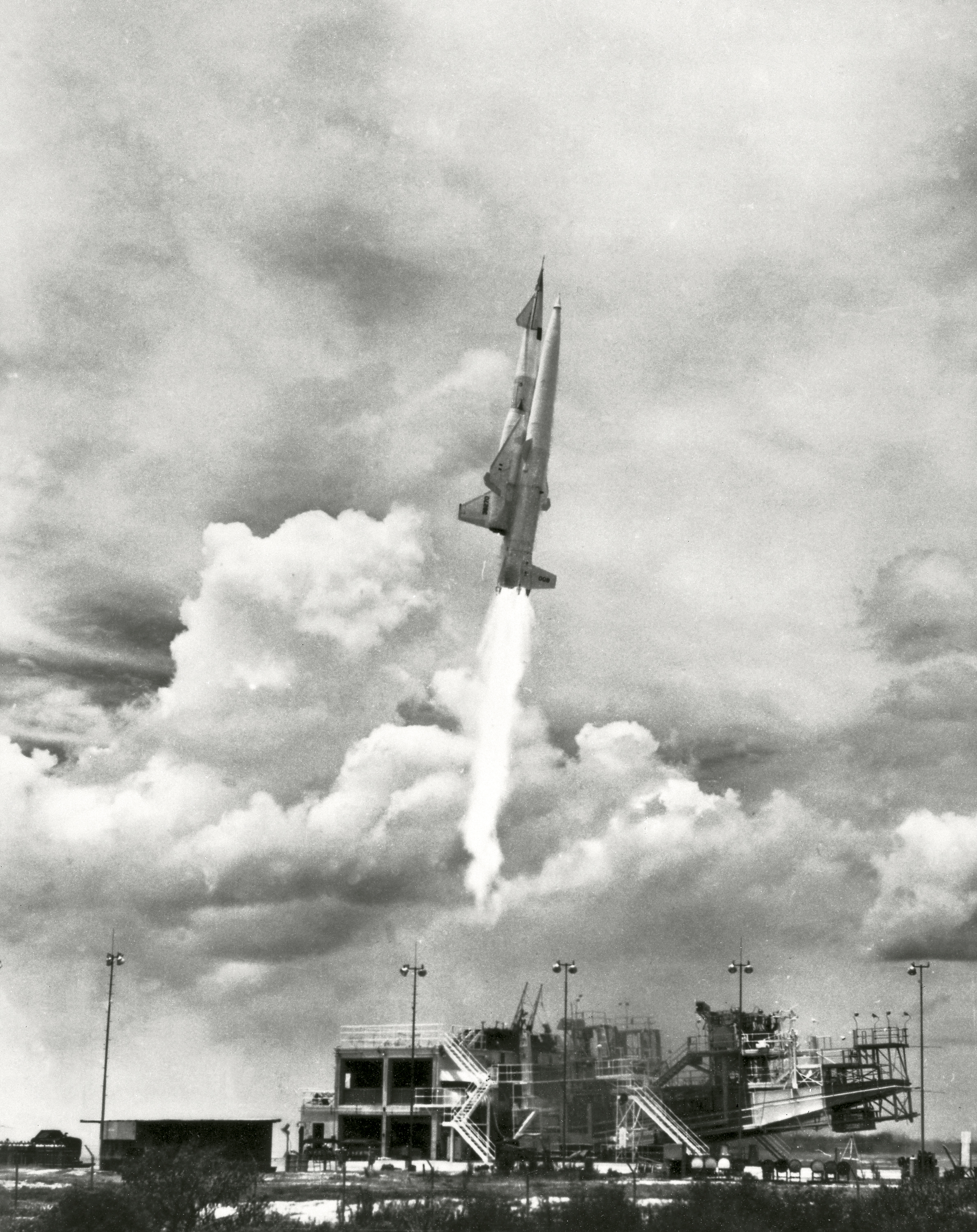
L'impressionante lancio di un Navaho, che come tutti gli altri, non si concluderà positivamente. Notare l'impressionante similitudine del complesso di lancio con quello dello Space Shuttle

Da notare che il Navaho era a tutti gli effetti un vero antesignano di queste tipologie di aero-missile, che sono culminate con lo Space Shuttle, anche se in tal caso il razzo era sistemato parzialmente sotto e non a lato del velivolo vero e proprio. Sicuramente i test su questo tipo di attrezzatura hanno aiutato molto ad elaborare conoscenze sull'argomento.
In definitiva, il programma Navaho era estremamente costoso già di per sé, per giunta non garantiva tempi di volo del tutto accettabili sulle distanze maggiori (rispetto agli ICBM), era afflitto da innumerevoli problemi e la preparazione per il lancio non era scevra di contrattempi e difficoltà.
I lanci della versione definitiva furono solo 4, tra novembre 1956 e 
giugno 1957, e finirono tutti male.
Alla fine, dopo avere speso una quantità immane di denaro, l'USAF annullò il programma il mese successivo.
Nel frattempo, il molto più economico missile SM-62 Snark venne spinto in azione. Era subsonico e vulnerabile alle difese, ma poteva essere sviluppato in un'affidabile arma operativa. Ma soprattutto stavano arrivando i missili Atlas e Titan, i primi ICBM.
Dopo l'annullamento del programma, dal momento che esistevano ancora 12 XSM-64 completati, vennero lanciati sperimentalmente altri 7 Navaho, e ancora una volta, nessuno di essi riuscì a raggiungere un successo totale in lanci alla massima distanza.
In definitiva il programma Navaho, relativo al più pesante missile da crociera mai progettato negli USA, fu il più costoso fallimento della missilistica americana di ogni epoca, anche se permise di sviluppare conoscenze ed esperienze con tale ambizioso piano, definibile come "di frontiera" per gli anni cinquanta. Oltre che, verosimilmente, utile per lo sviluppo dello Shuttle, questo missile si dimostrò senza dubbio fondamentale per il programma di sviluppo del B-70 Valkyrie, che era pure della North American, ma aveva dimensioni e potenza superiori perché era dotato di equipaggio. Ma anch'esso si sarebbe, per vari motivi, dimostrato un vicolo cieco nella missione, svolta molto più efficientemente dai missili balistici ICBM, di recapitare una testata termonucleare (H) su un obiettivo.
Nondimeno, anche i sovietici sperimentarono un sistema simile, chiamato Burja, con velocità di circa mach 3, sistema di guida astro-inerziale con capacità di "vedere" stelle di seconda grandezza, delta caudato e gittata di 8000 km. Esso venne sviluppato a sufficienza per prodursi in vari esperimenti reali, ma non entrò in servizio. Anche in questo caso i missili balistici si dimostrarono ben più promettenti.